# Liste von Militärs/N

## Na
- Nachtsheim, Georg (* 1951), deutscher Brigadegeneral; Chef des Stabes im Eurokorps.
- Nádasdy, Franz Leopold von (1708–1783), österreichischer Feldmarschall; Ban von Kroatien.
- Nagano, Osami (1880–1947), Admiral der kaiserlich-japanischen Marine.
- Nagel, Hans (1882–1964), Generalmajor und Angehöriger des Wirtschaftsstabs Ost im Zweiten Weltkrieg.
- Nagumo Chūichi (1887–1944), japanischer Vizeadmiral; führte den Angriff auf Pearl Harbor; in der Schlacht um Midway geschlagen; Selbstmord.
- Nansouty, Etienne-Marie-Antoine Champion, comte de (1768–1815), französischer Kavalleriegeneral des ersten Kaiserreichs; Generaloberst der Dragoner; Kommandant der kaiserlichen Gardekavallerie.
- Napier, Sir Charles James GCB (1782–1853), britischer General und Oberbefehlshaber der Truppen der Ostindien-Kompanie.
- Napier, Sir Charles John (1786–1860), britischer Admiral der Napoleonischen Kriege; im Krimkrieg Oberbefehlshaber in der Ostsee.
- Napier, Sir George Thomas (1784–1855), britischer Generalleutnant; 1837–44 Gouverneur des Kaplandes.
- Napier, Robert Cornelis, 1. Baron Napier von Magdala, (1810–1890), britischer Feldmarschall; Oberbefehlshaber der British Indian Army; Gouverneur von Gibraltar.
- Napier, William Francis Patrick (1785–1860), britischer Generalleutnant; 1842–48 Gouverneur von Guernsey.
- Narborough, Sir John (1640–1688), englischer Marinebefehlshaber im 17. Jahrhundert.
- Narciß, Georg von (1820–1897), königlich bayerischer Generalmajor
- Nares, Sir George Strong KCB (1831–1915), britischer Seefahrer; Admiral und Polarforscher.
- Naresuan der Große (1555–1605), König von Ayutthaya und Befreier von der birmanischen Zwangsherrschaft.
- Narses (um 490–574), Eunuch und General Justinians I.
- Narvaez, Ramon Maria, Herzog von Valencia (1800–1868), spanischer General und Staatsmann.
- Naskrent, Dieter (* 1954), deutscher General der Luftwaffe
- Nassau-Dillenburg, Ludwig von (1538–1574), Feldherr.
- Nassau-Siegen, Johann Moritz von (1604–1679), niederländischer Feldherr und Staatsmann.
- Natalis, Paul von (1720–1789), königlich preußischer Generalmajor und Kommandant von Breslau.
- Natonski, Richard F., General des US Marine Corps.
- Natzmer, Dubislav Gneomar von (1654–1739), preußischer Generalfeldmarschall.
- Natzmer, Oldwig Anton Leopold von (1782–1861), preußischer General.
- Naumann, Klaus (* 1939), deutscher General, Generalinspekteur der Bundeswehr, Vorsitzender des NATO-Militärausschusses.
- Pedro Navarro (1460–1528), spanischer Söldner, Militärkommandant und Ingenieur.

## Ne
- Nebogatow, Nikolai Iwanowitsch (1849–1922), russischer Admiral; kapitulierte in der Schlacht von Tsushima 1905
- Neipperg, Adam Albert Graf von (1775–1829), österreichischer Feldmarschallleutnant; später Ehemann der Napoleonwitwe Marie Luise
- Neipperg, Eberhard Friedrich von (1655–1725), kaiserlich-habsburgischer Feldmarschall
- Neipperg, Erwin Graf von (1813–1897), österreichischer General der Kavallerie; 1866 Befehlshaber der österreichischen Truppen beim 8. Bundesarmeekorps
- Neipperg, Wilhelm Reinhard Reichsgraf von (1684–1774), österreichischer General; Hofkriegsratspräsident
- Nelson, Horatio, 1. Viscount Nelson of the Nile, (1758–1805), britischer Admiral; gefallen bei Trafalgar
- Nemours, Louis d’Orléans, duc de (1814–1896), französischer Prinz und General
- Nesselrode-Ehreshoven, Karl Franz Alexander Johann Wilhelm von (1752–1822), königlich preußischer Generalmajor
- Nesselrode-Hugenpoet, Maximilian Friedrich von (1773–1851), königlich bayerischer Generalmajor
- Neßler, Henry (1851–1911), deutscher Generalmajor
- Nesterow, Pjotr Nikolajewitsch (1887–1914), russischer Pilot und Flugzeugkonstrukteur
- Horst Netzler (1925–2007), deutscher Generalmajor
- Nethe, Paul (1849–1926), General der Infanterie
- Neuffer, Karl August von (1770–1822), württembergischer Generalmajor, Generalquartiermeister und Gesandter
- Neumann, David von (1734–1807), Generalmajor; Verteidiger von Cosel
- Neumann, Joachim (1916–2000), Major der Wehrmacht und Oberst der Bundeswehr
- Neumann, Rudolf Sylvius (1805–1881), preußischer General der Artillerie
- Neumann-Cosel, August Wilhelm von (1786–1865), preußischer General der Infanterie, Generaladjutant Friedrich Wilhelms IV. und Chef des Militärkabinetts
- Neumann-Cosel, Gustav von (1819–1879), preußischer Generalleutnant
- Neumann-Cosel, Rudolf von (1822–1888), preußischer Generalmajor
- Newdigate, Sir Edward KCB (1825–1902), britischer General der Kolonialkriege; später Oberbefehlshaber auf den Bermudas
- Ney, Michel, duc d'Elchingen, prince de la Moskwa (1769–1815), napoleonischer General, Marschall von Frankreich

## Ni
- Nicholson, William Gustavus, 1. Baron Nicholson (1845–1918), britischer Feldmarschall und Chief of the Imperial General Staff
- Nicolai, Walter (1873–1947), Oberst und Chef des militärischen Spionagedienstes im Deutschen Reich
- Niedermayer, Oskar Ritter von (1885–1948), deutscher Offizier und Abenteurer
- Niel, Adolphe (1802–1869), französischer General und Staatsmann, Marschall von Frankreich, Kriegsminister
- Nikittschenko, Iona Timofejewitsch (1895–1967), sowjetischer Militärrichter, Vorsitzender Richter bei den Nürnberger Prozessen
- Nimitz, Chester W. (1885–1966), Flottenadmiral der US-Marine, Oberbefehlshaber über die alliierte Marine im Pazifikkrieg
- Nitschmann, Horst (1908–1976), deutscher Brigadegeneral, Unterabteilungsleiter im Bundesnachrichtendienst
- Nivelle, Robert (1856–1924), französischer General; Artillerist; Oberbefehlshaber der französischen Armee im Ersten Weltkrieg

## No
- Noailles, Louis-Marie, vicomte de (1756–1804), französischer General, gefallen auf Kuba
- Noailles, Adrien-Maurice de, 3. duc de Noailles, (1678–1766), Marschall von Frankreich
- Noailles, Anne-Jules de, 2. duc de Noailles (1650–1708), Marschall von Frankreich
- Noailles, Antoine de (1504–1562), Admiral von Frankreich
- Noailles, Henri de, comte d'Ayen, (1554–1623), Heerführer in den Religionskriegen
- Noailles, Louis de, 4. duc de Noailles, (1713–1793), Marschall von Frankreich
- Noailles, Philippe de, duc de Mouchy, (1715–1794), Marschall von Frankreich, guillotiniert
- Nobunaga, Oda (1534–1582), japanischer Kriegsherr während der Sengoku-Zeit
- Nolan, Louis Edward (1818–1854), britischer Offizier im Krimkrieg; als Teilnehmer der legendären Attacke der Leichten Brigade in der Schlacht von Balaklawa gefallen
- Nolting, Wolfgang E. (* 1948), Vizeadmiral und Inspekteur der Deutschen Marine
- Nordmann, Joseph Armand Freiherr von (1759–1809), französischer Oberst; Gegner der Revolution; 1809 als österreichischer Feldmarschallleutnant bei Wagram gefallen
- Norstad, Lauris (1907–1988); US-amerikanischer General der US Air Force; 1956–1963 vierter Supreme Allied Commander Europe der NATO
- Northumberland, Hugh Percy, 2. Duke of (1742–1817), britischer General; Brigadegeneral bei den Gefechten von Lexington und Concord 1775
- Nostitz, August Ludwig Graf von (1777–1866), preußischer General der Kavallerie
- Nostitz-Rieneck, Friedrich Moritz von (1728–1796), österreichischer Feldmarschall und Hofkriegsratspräsident
- Nott, Sir William (1782–1845), General der Britischen Ostindien-Kompanie; Divisionskommandeur im ersten Anglo-Afghanischen Krieg
- Nowotny, Walter (1920–1944), österreichischer Jagdflieger im Zweiten Weltkrieg; abgestürzt

## Nu
- Nugent von Westmeath, Laval Graf (1777–1862), k.k. österreichischer Feldmarschall.
- Nungesser, Charles (1892–1927), französisches Fliegerass im Ersten Weltkrieg
- Nuno Álvares Pereira (1360–1431), portugiesischer Mönch und Heerführer
- Núñez de Balboa, Vasco (1475–1519), spanischer Entdecker, Konquistador und Abenteurer